# Richtfeuerlinie Voslapp
Die Richtfeuerlinie Voslapp kennzeichnet einen Fahrwasserabschnitt zu den Wilhelmshavener Häfen. Sie beginnt auf Höhe der Minsener Oog und endet nach 6,5 Seemeilen (sm) östlich von Horumersiel.

## Allgemeines

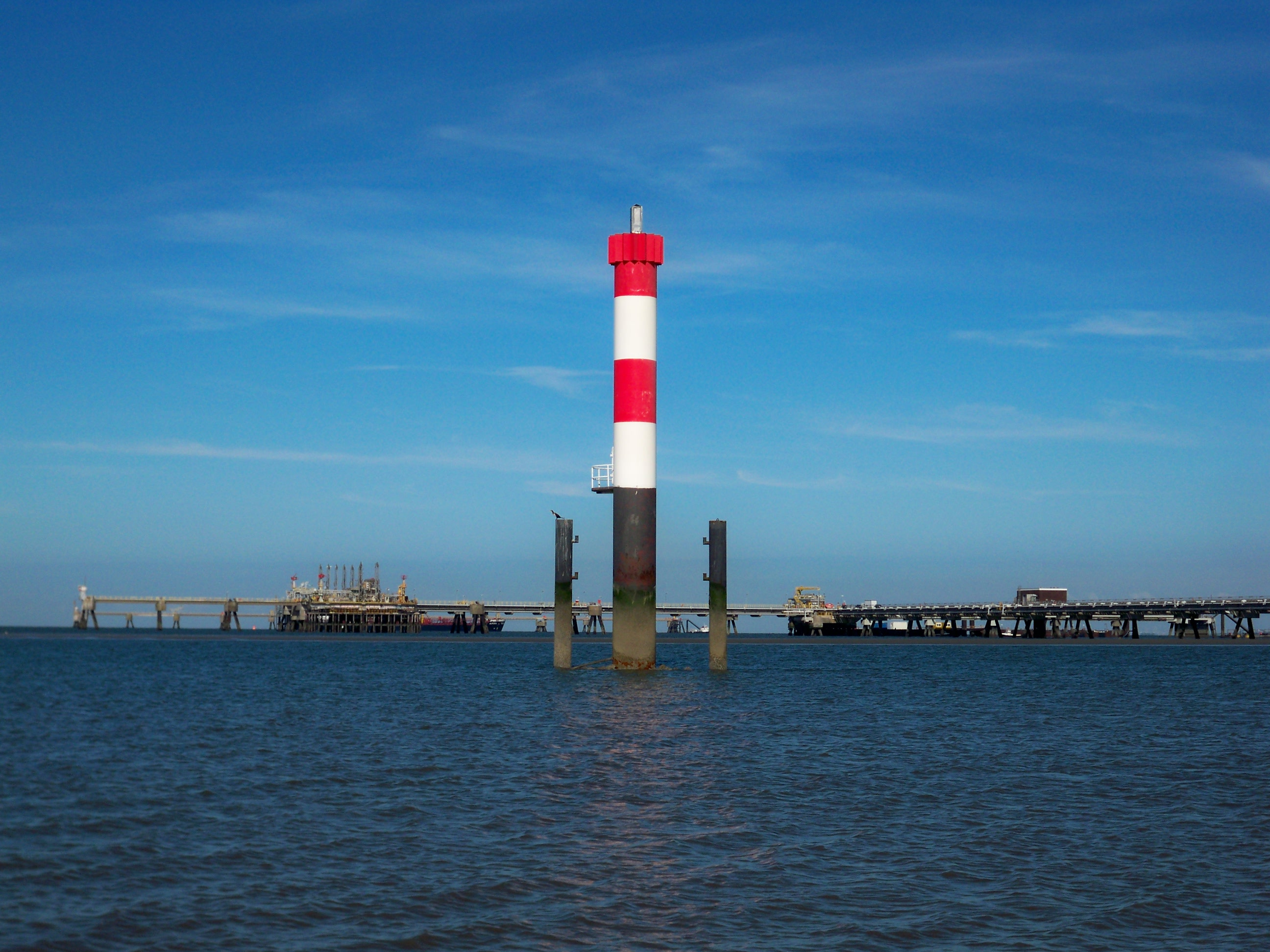
Unterfeuer Voslapp. Im Hintergrund die Pier der Wilhelmshavener Raffinerie

Der Ausbau des Jadefahrwassers für Tanker machte Anfang der 1960er den Bau neuer Richtfeuer erforderlich. In diesem Zusammenhang wurde ab 1960 die Richtfeuerlinie Voslapp errichtet und im August 1961 in Betrieb genommen. Sie hat den Leuchtturm Voslapp ersetzt.
Das Oberfeuer hat eine Höhe von 64,6 m ü. NN und gehört damit zu den höchsten Leuchttürmen in Deutschland und der Welt. Der anfangs graue Stahlbetonturm stand damals direkt hinter dem Geniusstrand. Durch den Bau des JadeWeserPorts ist er jetzt quasi weiter ins Landesinnere gerückt. Im September 1984 erhielt das Oberfeuer den heutigen rot-weißen Anstrich und bis 1998 war auf 20,2 m Höhe zusätzlich ein Quermarkenfeuer in Betrieb.
Das 16,9 m ü. NN hohe Unterfeuer besteht aus einem Stahlrohr und steht 2,35 sm vom Oberfeuer entfernt im Watt. Der anfangs schwarz-weiße Turm mit roter Laterne erhielt 2003 ebenfalls einen rot-weißen Anstrich. Beide Türme bilden eine Richtfeuerlinie von 164,5° und zeigen ein synchrones weißes Gleichtaktfeuer. Die Tragweiten werden mit 27 sm für das Oberfeuer und 24 sm für das Unterfeuer angegeben. 